# Meschak Elia
Meschak Elia (Kinshasa, 1997. augusztus 6. –) kongói DK válogatott labdarúgó, a svájci Young Boys csatárja.

## Pályafutása

### Klubcsapatokban
Meschak Elia a kongói DK fővárosában Kinshasában született. 
2015-ben mutatkozott be a CS Don Bosco felnőtt csapatában. 2016-ban az ország egyik legsikeresebb klubjához, a TP Mazembéhez igazolt, ahol összesen 93 mérkőzésen lépett pályára. 
2020. február 14-én három és féléves szerződést kötött a svájci Young Boys együttesével. Először a 2020. február 23-ai, St. Gallen elleni mérkőzésen lépett pályára. Első gólját 2020. június 27-én, a Neuchâtel Xamax ellen szerezte. 2021. július 24-én a Luzern ellen duplázott.

### A válogatottban
2016-ban mutatkozott be a Kongói DK válogatottban. Elia a 2016, január 10-ei, Ruanda elleni mérkőzésen debütált. Első válogatott gólját január 17-én, az Etiópia elleni 2016-os Afrikai Nemzetek Bajnokságában szerezte.

## Statisztika
2023. április 25. szerint.
| Klub       | Szezon   | Bajnokság    | Bajnokság | Bajnokság | Kupa  | Kupa  | Nemzetközi | Nemzetközi | Összesen | Összesen |
| Klub       | Szezon   | Bajnokság    | Mérk.     | Gólok     | Mérk. | Gólok | Mérk.      | Gólok      | Mérk.    | Gólok    |
| ---------- | -------- | ------------ | --------- | --------- | ----- | ----- | ---------- | ---------- | -------- | -------- |
| Young Boys | 2019–20  | Super League | 12        | 2         | 0     | 0     | 0          | 0          | 12       | 2        |
| Young Boys | 2020–21  | Super League | 25        | 6         | 1     | 0     | 11         | 1          | 37       | 7        |
| Young Boys | 2021–22  | Super League | 30        | 8         | 1     | 0     | 12         | 2          | 43       | 10       |
| Young Boys | 2022–23  | Super League | 25        | 7         | 4     | 2     | 5          | 2          | 34       | 11       |
| Összesen   | Összesen | Összesen     | 92        | 23        | 6     | 2     | 28         | 5          | 126      | 30       |

### A válogatottban

#### Góljai a válogatottban
| # | Időpont              | Helyszín                                            | Ellenfél     | Gólok | Eredmény | Kiírás                                    |
| - | -------------------- | --------------------------------------------------- | ------------ | ----- | -------- | ----------------------------------------- |
| 1 | 2016. január 17.     | Stade Huye, Butare, Ruanda                          | Etiópia      | 3–0   | 3–0      | 2016-os afrikai nemzetek bajnoksága       |
| 2 | 2016. január 21.     | Stade Huye, Butare, Ruanda                          | Angola       | 2–0   | 3–0      | 2016-os afrikai nemzetek bajnoksága       |
| 3 | 2016. február 7.     | Amahoro Stadion, Kigali, Ruanda                     | Mali         | 1–0   | 3–0      | 2016-os afrikai nemzetek bajnoksága       |
| 4 | 2016. február 7.     | Amahoro Stadion, Kigali, Ruanda                     | Mali         | 2–0   | 3–0      | 2016-os afrikai nemzetek bajnoksága       |
| 5 | 2016. március 26.    | Mártírok Stadionja, Kinshasa, Kongói DK             | Angola       | 2–0   | 2–1      | 2017-es afrikai nemzetek kupája-selejtező |
| 6 | 2018. szeptember 9.  | Samuel Kanyon Doe Sports Complex, Monrovia, Libéria | Libanon      | 1–1   | 1–1      | 2019-es afrikai nemzetek kupája-selejtező |
| 7 | 2022. szeptember 27. | Stade Père Jégo, Casablanca, Marokkó                | Sierra Leone | 3–0   | 3–0      | Barátságos mérkőzés                       |

## Sikerei, díjai
Young Boys
- Super League
  - Bajnok (3): 2019–20, 2020–21, 2022–23

- Svájci kupa
  - Győztes (2): 2019–20, 2022–23

TP Mazembe
- Ligue 1 bajnok (3): 2015–16, 2016–17, 2018–19
- Ligue 1 ezüstérmes (1): 2017–18